# Robert A. Ferretti
Robert Anthony Ferretti (ur. 1948) – amerykański montażysta filmowy. Absolwent Columbia College Hollywood.

## Filmografia
- 2010: Mafioso II
- 2009: Dom na sprzedaż (For Sale by Owner)
- 2009: Zgotuj im piekło, Malone (Give 'em Hell, Malone)
- 2008: Urban Combat
- 2008: Trzy królestwa (Chi bi)
- 2007: Frankie the Squirrel
- 2007: Firma – CIA (The Company) (serial TV)
- 2006: Najemnik (Mercenary for Justice)
- 2006: Odzyskać córkę (Augusta, Gone)
- 2005: Prowokacja (Today You Die)
- 2005: Wszystkie niewidzialne dzieci (All the Invisible Children)
- 2004: Miasteczko Salem ('Salem's Lot)
- 2003: Czas zemsty (Out for a Kill)
- 2002–2003: Ptaki nocy (Birds of Prey) (serial TV)
- 2002: Halloween: Resurrection
- 2001: The Path Beyond Thought
- 2001: Król ulicy (One Eyed King)
- 2000: Nieśmiertelny IV: Ostatnia rozgrywka (Highlander: Endgame)
- 2000: Hero
- 1999: Men in Scoring Position
- 1998: Metro strachu (The Taking of Pelham One Two Three)
- 1997: W morzu ognia (Fire Down Below)
- 1995: W potrzasku (The Hunted)
- 1994: Na zabójczej ziemi (On Deadly Ground)
- 1992: Liberator (Under Siege)
- 1991: Szukając sprawiedliwości (Out for Justice)
- 1991: Ostry poker w Małym Tokio (Showdown in Little Tokyo)
- 1990: Szklana pułapka 2 (Die Hard 2)
- 1990: Rocky 5 (Rocky V)
- 1989: Osadzony (Lock Up)
- 1989: Tango i Cash (Tango & Cash)
- 1985: Mistrz gymkata (Gymkata)
- 1982: Zapped!

## Nagrody i wyróżnienia
- 1973, American Cinema Editors, USA:
  - nagroda Eddie w kategorii studenckiej
- 1974, American Cinema Editors, USA:
  - nominacja do nagrody Eddie w kategorii studenckiej
- 2008, American Cinema Editors, USA:
  - nagroda Eddie w kategorii najlepszy montaż miniserialu lub filmu fabularnego − telewizja komercyjna (za serial Firma CIA; nagroda odebrana wspólnie ze Scottem Vickreyem)
- 2009, Satellite Awards:
  - nominacja do nagrody Satellite w kategorii najlepszy montaż filmu (za film Trzy królestwa; nagroda odebrana wspólnie z Davidem Wu, Angie Lam i Hongyu Yangiem)